# Auditorium (Göttingen)

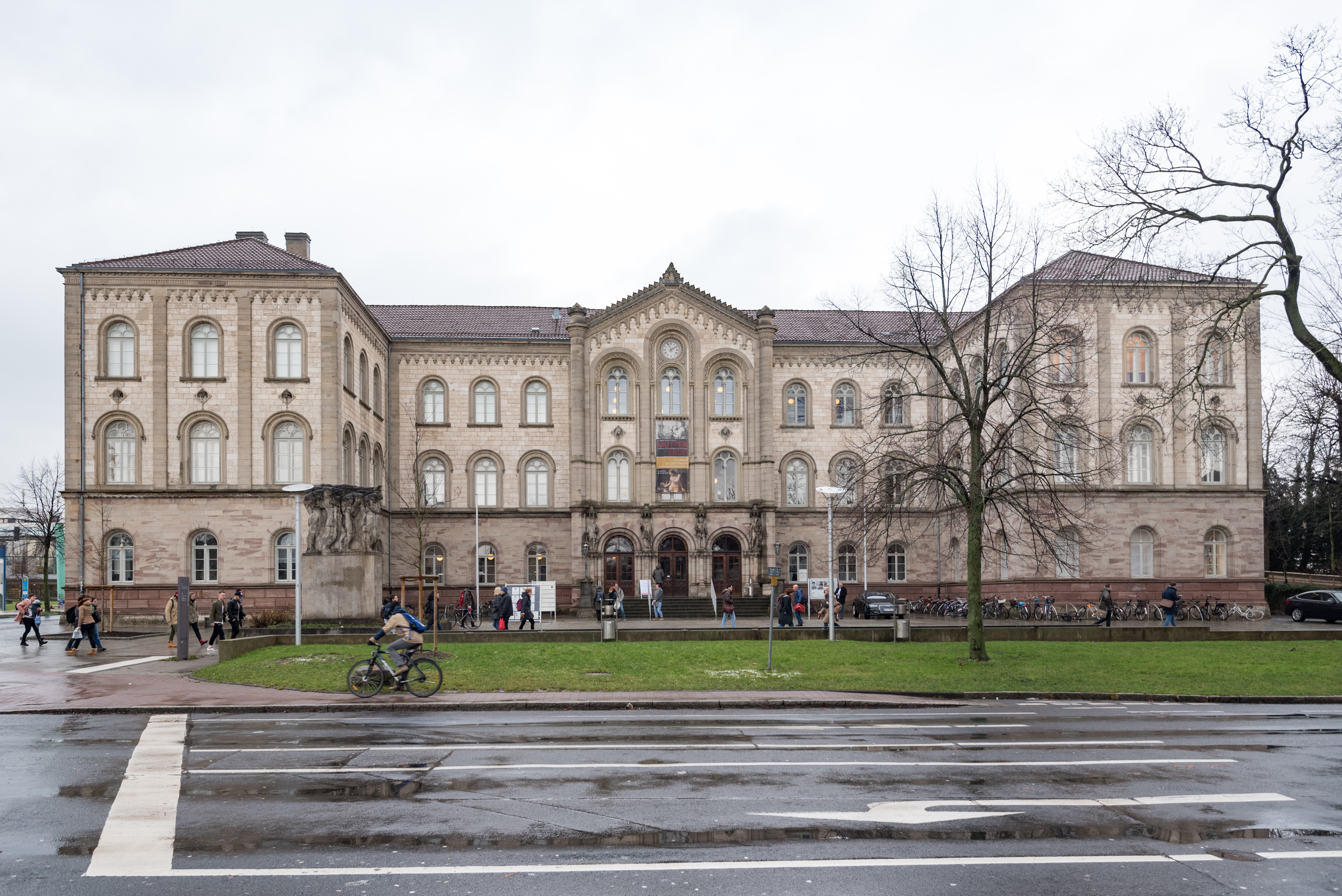
Auditorium der Universität Göttingen (2018)

Das Auditorium ist ein ursprünglich dem Vorlesungsbetrieb dienendes Bauwerk der Georg-August-Universität Göttingen.

## Geschichte
Nachdem die wachsende Universität einen Mangel an Hörsälen festgestellt hatte, plante die Universität seit Ende der 1850er Jahre ein Bauplatz für ein großes zentrales Hörsaalgebäude gesucht, der am westlichen Rand des Botanischen Gartens gefunden wurde. Damit entstand nach Sternwarte und  Anatomie ein weiteres Universitätsgebäude außerhalb des Stadtwalls. Die Planung wurde dem Universitätsbaumeister Friedrich Doeltz übertragen, der im September 1861 einen ersten Bericht einreichte. Die Bauausführung begann im Sommer 1862 und dauerte 36 Monate. Zur feierlichen Einweihung am 27. April 1865 erschien der letzte hannoversche König Georg V. in Begleitung des Kronprinzen mit Gefolge.
Das Gebäude in seiner Ursprungsform enthielt 20 Hörsäle in verschiedenen Größen von 20 bis 100 Plätzen, dazu eine Hausmeisterwohnung, einen Raum für die Quästur und zwei Räume für das Philologische Seminar. An der östlichen Rückseite entstand 1901–1903 ein großer Anbau mit Auditorium Maximum, wahrscheinlich nach Entwurf von Hans Breymann.
Da Göttingen nach dem Zweiten Weltkrieg zur Britischen Besatzungszone gehörte, wurde das Auditoriengebäude auf Anweisung der Britischen Rheinarmee repariert und von ihr bis 1949 zu eigenen Lehrzwecken betrieben.
Ab den 1970er Jahren verlagerte sich der Lehrbetrieb der Universität auf den neuen Campus am Platz der Göttinger Sieben. Heute wird der Bau u. a. für Veranstaltungen im Audimax sowie als Bibliothek für Römisches Recht, für Räume der zentralen Kustodie und für die Kunstsammlung der Universität Göttingen genutzt.

## Architektur und Bauplastik
Der dreigeschossige Dreiflügelbau mit Werksteinfassaden im hannoverschen Rundbogenstil fußt auf dem architektonischen Vorbild des Künstlerhauses in Hannover. Der Sockel des Bauwerks ist aus Buntsandstein und Muschelkalk, die Fassaden darüber aus Tuffstein.
Der Mittelrisalit der nach Westen ausgerichteten Hauptfassade mit vorgelagerter Freitreppe nimmt den Eingangsbereich auf. Diese Fassaden sind reich mit Bauplastik dekoriert. Besonders auffällig sind die am Mittelrisalit über den Eingangsbögen angeordneten vier Standbilder unter gotisierenden Baldachinen, die Gründergestalten der Universität Göttingen sowie der ersten Welfen-Universität in Helmstedt darstellen. Darüber sowie an den Fronten der Seitenrisalite zwischen den Fenstern des ersten und zweiten Obergeschosses befinden sich in neun Medaillons Kopfreliefs berühmt gewordener Universitätsgelehrte des 18. und 19. Jahrhunderts. Bildhauer der Figuren waren Wilhelm Engelhard, Friedrich Küsthardt und Carl Dopmeyer.
Statuen
- Gerlach Adolph von Münchhausen
- Georg II.
- Julius
- Gottfried Wilhelm Leibniz

Kopfreliefs
- Albrecht von Haller
- Johann Matthias Gesner
- Johann Lorenz von Mosheim
- Johann Stephan Pütter
- Christian Gottlob Heyne
- Ludwig Timotheus Spittler
- Johann Friedrich Blumenbach
- Carl Friedrich Gauß
- Gustav von Hugo

## Ehrenmal
Vor dem Gebäude steht seit 1924 das von Paul von Hindenburg eingeweihte Ehrenmal für die Gefallenen der Universität aus dem Ersten Weltkrieg. Der Entwurf stammt von dem Universitätszeichenlehrer Josef Kemmerich und stellt eine Gruppe junger Männer dar, die einen gefallenen Kameraden auf den Schultern tragen. Auf dem Sockel sind die Namen der 748 gefallenen Universitätsangehörigen eingraviert. An derselben Stelle hatte zuvor 1890–1922 ein Denkmal mit dem von Ferdinand Hartzer geschaffenen Standbild für den Chemiker Friedrich Wöhler gestanden, das sich heute am anderen Ende der Göttinger Innenstadt an der Hospitalstraße befindet.